# World Series 1913
Le World Series 1913 sono state la decima edizione della serie di finale della Major League Baseball al meglio delle sette partite tra i campioni della National League (NL) 1912, i New York Giants e quelli della American League (AL), i Philadelphia Athletics. A vincere il loro terzo titolo furono gli Athletics per quattro gare a una.
I lanciatori degli A's fecero la differenza tra le due squadre, in delle World Series più equilibrate di quanto esprima il risultato finale. Christy Mathewson perse la sua ultima serie finale contro un vecchio rivale al college e futuro compagno nella Baseball Hall of Fame, Eddie Plank. I Giants erano diventati la prima squadra a vincere tre pennant consecutivi della National League dai Chicago Cubs (1906–1908). Furono però anche la seconda squadra (dopo i Detroit Tigers 1907–1909) a perdere tre edizioni consecutive delle World Series; al 2017, sono l'ultima franchigia ad averlo fatto.

## Sommario
Philadelphia ha vinto la serie, 4-1.

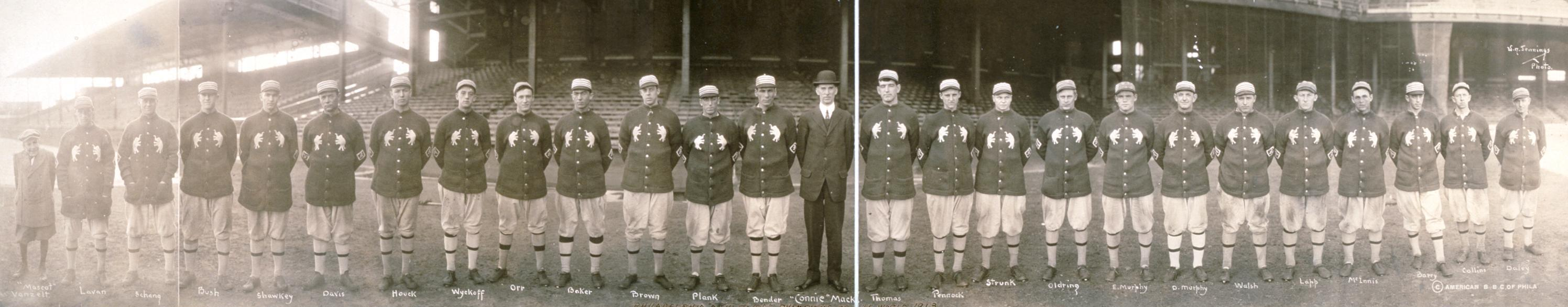
I Philadelphia Athletics vincitori delle World Series 1913

| Gara | Data       | Punteggio                                                    | Stadio       | Tempo | Pubblico |
| ---- | ---------- | ------------------------------------------------------------ | ------------ | ----- | -------- |
| 1    | 7 ottobre  | Philadelphia Athletics – 6, New York Giants – 4              | Polo Grounds | 2:06  | 36.291   |
| 2    | 8 ottobre  | New York Giants – 3, Philadelphia Athletics – 0 (10 innings) | Shibe Park   | 2:22  | 20.563   |
| 3    | 9 ottobre  | Philadelphia Athletics – 8, New York Giants – 2              | Polo Grounds | 2:11  | 36.896   |
| 4    | 10 ottobre | New York Giants – 5, Philadelphia Athletics – 6              | Shibe Park   | 2:09  | 20.568   |
| 5    | 11 ottobre | Philadelphia Athletics – 3, New York Giants – 1              | Polo Grounds | 1:39  | 36.632   |

## Hall of Famer coinvolti
- Umpire: Bill Klem, Tom Connolly
- Athletics: Connie Mack (man.), Frank Baker, Chief Bender, Eddie Collins, Herb Pennock (non sceso in campo), Eddie Plank
- Giants: John McGraw (man.), Rube Marquard, Christy Mathewson